# 1964年インスブルックオリンピックのフランス選手団
1964年インスブルックオリンピックのフランス選手団（1964ねんインスブルックオリンピックのフランスせんしゅだん）は、1964年1月29日から2月9日までオーストリアのインスブルックで開催された1964年インスブルックオリンピックのフランス選手団、およびその競技結果。

## 概要
今大会は金メダル3個、銀メダル4個、合計7個のメダルを獲得した。銅メダルはなかったものの、金メダル数および銀メダル数は過去最多、合計7個のメダルも過去最多だった。
アルペンスキーでは、ゴワシェル姉妹が大活躍を見せた。女子大回転では妹マリエル・ゴワシェルが金メダル、姉クリスティーヌ・ゴワシェルが銀メダル、女子回転では姉クリスティーヌ・ゴワシェルが金メダル、妹マリエル・ゴワシェルが銀メダルと2人で2種目の金と銀を分け合った。

## メダル
| メダル | 選手名                     | 競技               | 種目         |
| ------ | -------------------------- | ------------------ | ------------ |
| 金     | フランソワ・ボンリュー     | アルペンスキー     | 男子大回転   |
| 金     | マリエル・ゴワシェル       | アルペンスキー     | 女子大回転   |
| 金     | クリスティーヌ・ゴワシェル | アルペンスキー     | 女子回転     |
| 銀     | レオ・ラクロワ             | アルペンスキー     | 男子滑降     |
| 銀     | クリスティーヌ・ゴワシェル | アルペンスキー     | 女子大回転   |
| 銀     | マリエル・ゴワシェル       | アルペンスキー     | 女子回転     |
| 銀     | アラン・カルマ             | フィギュアスケート | 男子シングル |